# Hrišćanska privilegija
Hrišćanska privilegija je bilo koja od nekoliko prednosti koje se dodeljuju hrišćanima u nekim društvima. Ovo potiče od pretpostavke da je hrišćansko verovanje socijalna norma, koja vodi do marginalizacije nereligioznih i članova drugih religija kroz instituciono relgijsku diskriminaciju I/ili relgijski progon. Hrišćanske privilegije takođe mogu dovesti do zapostavljanja spoljnog kulturnog nasleđa i verske prakse.

## Pregled
Hrišćanske privilegije su vrsta dominantne grupske privilegije gde vladaju svesni i nesvesni stavovi i verovanja da hrišćani imaju prednost u odnosu na nehrišćane. . Primer ovog uključuju mišljenja da su nehrišćanska verovanja inferiorna ili opasna, ili oni koji podržavaju nehrišćanska verovanja, smatraju se amoralnim, nemoralni, grešnim i obmanutim. Takve predrasude preovladavaju u zvanični socijalnim institucijama, i jos su ojačane od strane šireg američkog društva, i razvile su se kao deo njene kulture! 
Luis Šloser  zapaža da izlaganje hrišćanskim privilegijama ruši sveti tabu, i da ``postoji i suptilan i očigledan pritisak da se osigura da ove privilegije i dalje budu u jedinstvenom domenu hrišćanstva``. Ovaj proces je sličan onome u kojem belci i muškarci (svesno ili nesvesno) osiguravaju privilegiju svojih rasnih i polnih grupa! ‍:p.47
Postoji i hijerarhija hrišćanskih privilegija u Sjedinjenim Američkim Državama. protestnatske veroispovesti ima veći stepen privilegija nego manjina hrišćana. To uključuje Afričko Američku crkvu, hispanoamerikance i latinoamerikance, Amiše, Menonite, Kvekeri, Hrišćansku adventistička crkvu, Jehovine svedoke, i pristalice Istočne prasvoslavne crkve, hrišćanske naučnike, mormone i u nekim slučajevima katolike. 
Kada dominantne hrišćanske grupe nameću svoje kulturne norme, vrednosti i perspektive na ljude drugačijih verovanja, onda su ti ljudi ugnjetavani. Ove vrednosti se nameću na institucije od strane individualca i na individualce od strane institucije. Ove društvene i kulturne vrednosti definišu ideje dobra i zla, zdravlja i bolesti, normalnog i nenormalnog, i kako bi trebali da živimo svoj život. Društvene vrednosti dominantne grupe služe za opravdanje i racionalizaciju društvenog ugnjetavanja, dok dominantni članovi grupe nisu svesni načina na koji su privilegovani zbog svog društvenog identiteta. McIntoshova alegorijski ruksak privilegija (bilo koje vrste )je da postaneš svestan i da razviješ kritičku svest o njegovom postojanju i kako to utiče na svakodnevni život onih koji su bez ovih privilegija.

## Istorija
Aleksis de Tokvil, francuski političar i diplomata, putovao je kroz SAD devet meseci između 1831-1832, sprovodeci istraživanja za svoju knjigu Demokratija u Americi. Primetio je paradoks religija u Sjedinjenim Američkim Državama . S jedne strane, Sjedinjene Američke Države su se promovisale širom sveta kao zemlja koja je cenila i `razdvajala crkve i države i relgijsku slobodu i toleranciju. S druge strane, Ne postoji zemlja na svetu gde hrišćanska religija zadržava veci uticaj na dušu coveka nego u Americi. On je objasnio ovaj paradoks, predlagajući da bez zvanične odobrene vladine religije, hrišćanske denominacije bile su prisiljene da se takmiče jedna s drugom i promovišu sebe kako bi privukle i zadržale vernike, i samim tim učinile religiju jos jačom. Iako vlada nije podržavala hrišćanske crkve kao takve, Tocqueville tvrdi da se religija treba smatrati prvom političkom institucijom zbog ogromnog uticaja koje su crkve imale na politički proces! 
Iako je Tokvilfavorizovao Američki still demokratije, nasao je glavno ograničenje u ograničavanju nezavisnih misli i nezavisnih uverenja. U zemlji koja je promovisala naciju kao da vlada većina, to je efektivno zaustavilo manjine prema onome sto je Tokvil nazvao Tiranijom većine. Bez konkretnih garancija manjinskih prava – u ovom slučaju verskih prava manjina - postoji opasnost od verske dominacije nad verskim manjinama i nevernicima. Verska većina u Sjedinjinem Američkim Državama su kroz istoriju bile pristalice glavnih protestantskih hrišćanskih demonacija, koji često pretpostavljaju da se njihove vrednosti i standradi podjednako odnose na druge. 
Jos jedan putnik u Sjedinjene Američke Države, društveni teoretičar Gunar MIrdal, ispitao je američko društvo nakon Drugog svijetskog rata, i on je primetio kontradikciju, koju je nazvao Američkom dilemom. Našao je preovladavajuću posvećenost demokratiji, slobodi, ljudskom dostojanstvu, egalitarnim vrednostima, koje postoje zajedno sa duboko ukorenjenim obrascima rasne diskriminacije, privilegijama belih ljudi i podredjenost ostalih rasa. Ova kontradikcija je dobila novi oblik, za savremena razmatranja od strane religijskog učenika Dajana Ajka:
Nova američka dilema je prvi religiozni pluralizam i predstavlja izazove američkim hrišćanskim crkvama koje su teške i razdeljive kao trke. Danas, poziv hrišćanske Amerike preuzima novi sklop tenzija jer se populacija muslimana, hindijaca, siksa i budista povecava. Ideal hrišćankse Amerike stoji u suprotnosti s duhom, ako ne pismom, američkog temeljnog principima vjerske slobode

## Hrišćanska hegemonija
Koncept hegemonije  opisuje načine na koje dominantna grupa, u ovom slučaju uglavnom američki protestanski hrišćani, distribuiraju svoje dominatne društvene konstrukcije kao zdrav razum, normativne ili cak i univerzalne, iako većina stanovnika sveta nisu hrišćani. Hrišćanska hegemonija takodje prihvata hrišćanstvo kao deo prirodnog poretka, cak i ponekad od onih koji su marginalizovani, obespravljeni. Tako hrišćanska hegemonija pomaže da se održi marginalnost od drugih religija i verovanja. Prema Beamanu `` binarna opozicija istovetnosti/ različitosti se ogleda u protestantskoj/manjinskoj u kojoj se protenstatizam predstavlja normalnim``.‍:p.321
Francuski filozof Mišel Fuko, opisao je kako se dominantna hegemonska grupa razvija putem diskursa. Diskurs ukljucuje ideje, pisane izraze, teorijske osnove i jezik dominantne kulture. Prema Fouclatu, diskusi dominantne grupe prožimaju mreže društvene i političke kontrole, koje je on nazvao režimima istine, i koji funkcionišu da legitimišu ono sto se moze reći, ko ima autoritet da prica i da se čuje njegov glas i sta je ovlašćeno kao istinito ili kao istina.
Hrisšćanska privilegija na pojedinačnom nivou se dešava u propovedanju da se nehrišćani preobrate u hiršćane. Dok mnogi hrišćani smatraju prozelitizam nuđenje dara Isusa Hrista nehrišćanima, nevernicima i ljudima drugih verpoispovesti ovo se može smatrati kao nametanje, manipulacija i ugnjetavanje.
Društvene institucije -uključujući, ali ne ograničavajući se na obrazovne, vladine i verske organizacije – često održavaju i oživljavaju politiku koja eksplicitno ili implicitno privileguje ili promoviše neke grupe dok ograničava pristup, isključuje ili čini nevidljive neke druge grupe na osnovu njihovog društvenog identiteta i statusa.
Otvoreni oblici ugnjetavanja, kao kada dominantna grupa trianise podređenu grupu, npr. aparthejd, ropstvo ili etničko čišćenje, ona su očigledna. Međutim, dominantna grupna privilegija nije očigledna, posebno za članove dominantnih grupa. Opresija u svom najvećem smislu odnosi se na strukturalna ili sistemska ograničavanja nametnuta grupama, čak i u okviru ustavnih demokratija, a njegovi uzroci su ugrađeni u nesporne pore, navike i simbole, u pretpostavkama osnovnih institucionalnih pravila i kolektivnim posledicama poštovanja tih pravila.
Hrišćanske dominacija je olakšana njenom relativnom nevidljivošću, a zbog ove nevidljivosti nije analizirana, istražena i nije se suoceno s njom. Dominacija se smatra beznačajnom ili normalnom. Na primer, neki simboli i rituali povezani s vjerskim praznicima mogu izgledati kao da ne pripadaju ni jednoj religiji. Međutim, ova velika sekularizacija može samo utvrditi hrišćanske privilegije i ojacati hrišćansku hegemoniju time sto otežava prepoznavanje i time zaobilazi ustavne uslove za razdvajanje religije i vlade.
Hrišćanske privilegije i ugnjetavanje su u simbotičkoj vezi. Ugnjetavanje prema nehrišćanima podstiče rastu hrišćanskih privilegija, a hrišćanske privilegije održavaju ugnjetavanje prema nehrišćanskim pojedincima i verskim zajednicama.

## Kritika
Prema Šloseru mnogi hrišćani odbacuju ideju da imaju privlegije tvrdeći da su sve relgije u osnovi iste. Stoga, oni nemaju ni više ni manje koristi od članova drugih vjerskih zajednica. Blumenfeld primećuje primedbe koje neki od njegovih univerzitetskih studenata postavljaju tokom rasprave o hrišćanskim privilegijama vezanim za slavljenje hrišćanskih praznika. Učenici, napominje on, navode da mnoge proslave i dekoracije nemaju veze sa relgijiom, i ne predstavljaju hrišćanstvo, vec su prije deo američke kulture – međutim, to se može smatrati još jednim primerom privilegije. 
Slično tome, neki tvrde da religijski značaj kulturnih praksi ne proizilazi iz hrišćanstva, nego iz judeo- hrišćanske tradicije. Boman tvrdi da ovo osvetljava rasprostranjenost antisemetizma u modernom svetu .‍:322
Neki tvrde da je koncept hrišćanske privilegije pogrešan. Džejms Medison u svom prvom značajnom javnom zakonužio je prigovor na upotrebu tolerancije u članku, vjerujući da to podrazumeva da je verska sloboda odobrenje od države koja bi se mogla povući. Virdžinijska konvencija se složila s tim, i član XVI je izmenjen kako bi se jasno pokazalo da je`` slobodna upotreba religije`` pravo, a ne privilegija koju je dala država.
U doktoratu Marka Davida Hala piše : „Osnivači Sjedinjenih Američkih Država su vjerovali da je dozvoljeno nacionalnim i državnim vlastima da podstiču hrišćanstvo, ali to više ne može biti oprezno u našoj sve većoj pluralističnoj zemlji``. Ipak, Ustav ne daje mandate sekularnoj politici, i treba se paziti pravnika, političara i akademika koji bi ukinuli relgiju na javnom trgu. Svakako bi trebalo odbaciti argumente da su Očevi osnivači Sjedinjenih Američkih Država hteli da zabrane neutralne programe koji podržavaju verske agencije za socijalne usluge, verske škole i slično.”
Naučnici i pravnici raspravljaju o tačnom obimu verske slobode zastićene prvim amandmanom. Na primer, nejasno je da li amandman zahteva od verskih manjina da budu izuzete iz neutralnih zakona (Na primer, da li akt za slobodnu uspotrebu zahteva od Kongresa da oslobodi pacifiste od regrutacije za vojsku) Ali, zabranjuje Kongresu, prema rečima Džejmsa Medisona, da prisiljava „ljude da poštuju Boga na bilo koji način suprotno od njihove savesti”

## Povezano
- Kritička teorija
- Antisemantizam
- Privilegije muškaraca
- Obrnuta diskriminacija
- Privilegije belaca

## Spoljašnje veze
- Christian Privilege and the Promotion of “Secular” and Not-So “Secular” Mainline Christianity in Public Schooling and in the Larger Society, archived from
- Understanding Christian Privilege: Managing the Tensions of Spiritual Plurality, archived from
- Christian Privilege with Dr. Warren Blumenfeld podcast episode from The Infidel Guy Show